# Lydney Park

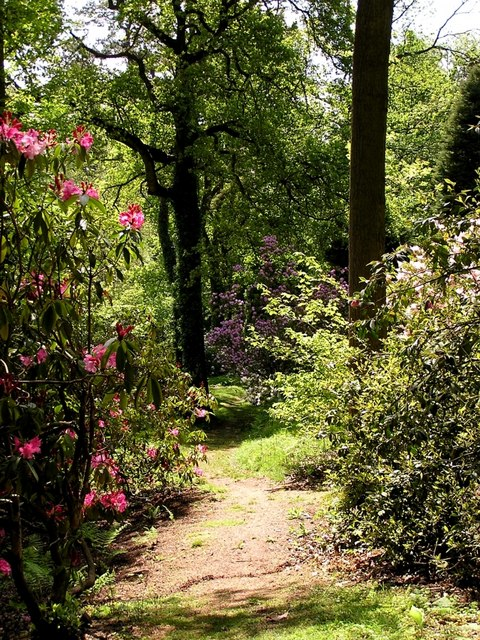
Jardines de Lydney Park.

Lydney Park es una hacienda del siglo XVII que rodea Lydney House, en Lydney (distrito del Bosque de Dean, Gloucestershire, Inglaterra). Es conocida por sus jardines y por el complejo arqueológico que alberga, en el que se han excavado elementos relacionados con la minería del hierro prerromana y un templo romano.

## Casa y jardines
Lydney Park fue adquirido en 1719 por Benjamin Bathurst, hijo del tesorero de la familia de la reina Ana, y ha pertenecido a la familia desde entonces.
La casa estaba originalmente cerca de la carretera general, con un gran parque de ciervos tras ella. En 1875, el reverendo William Hiley Bathurst construyó una nueva casa en el centro del parque de ciervos, con vistas al Severn. La nueva casa fue construida por C. H. Howell, con un jardín formal y macizos de arbustos. La vieja casa fue demolida, excepto los edificios ocupados hoy en día por el centro Taurus Crafts. El nieto del reverendo Bathurst, Charles Bathurst, primer vizconde Bledisloe, hizo algunos cambios más en los jardines delanteros de la casa antes de que ésta se usase durante la Segunda Guerra Mundial, primero para alojar a la familia real de los Países Bajos y más tarde una escuela de chicas.
Los jardines actuales fueron plantados después de 1950 por el segundo vizconde Bledisloe y su familia. Hay un jardín arbolado que recorre un valle aislado, plantado con magnolias, rododendros, azaleas y otros arbustos de flor; y una terraza pavimentada sobre él, y jardines formales que son populares en la primavera, cuando florecen los narcisos.
Los jardines son privados, pero están abiertos al público algunos días, dependiendo de la estación. La casa aloja un museo que expone hallazgos de las excavaciones en el complejo romano de la finca y una colección etnográfica de Nueva Zelanda recopilada por el primer vizconde Bledisloe.

## Complejo arqueológico

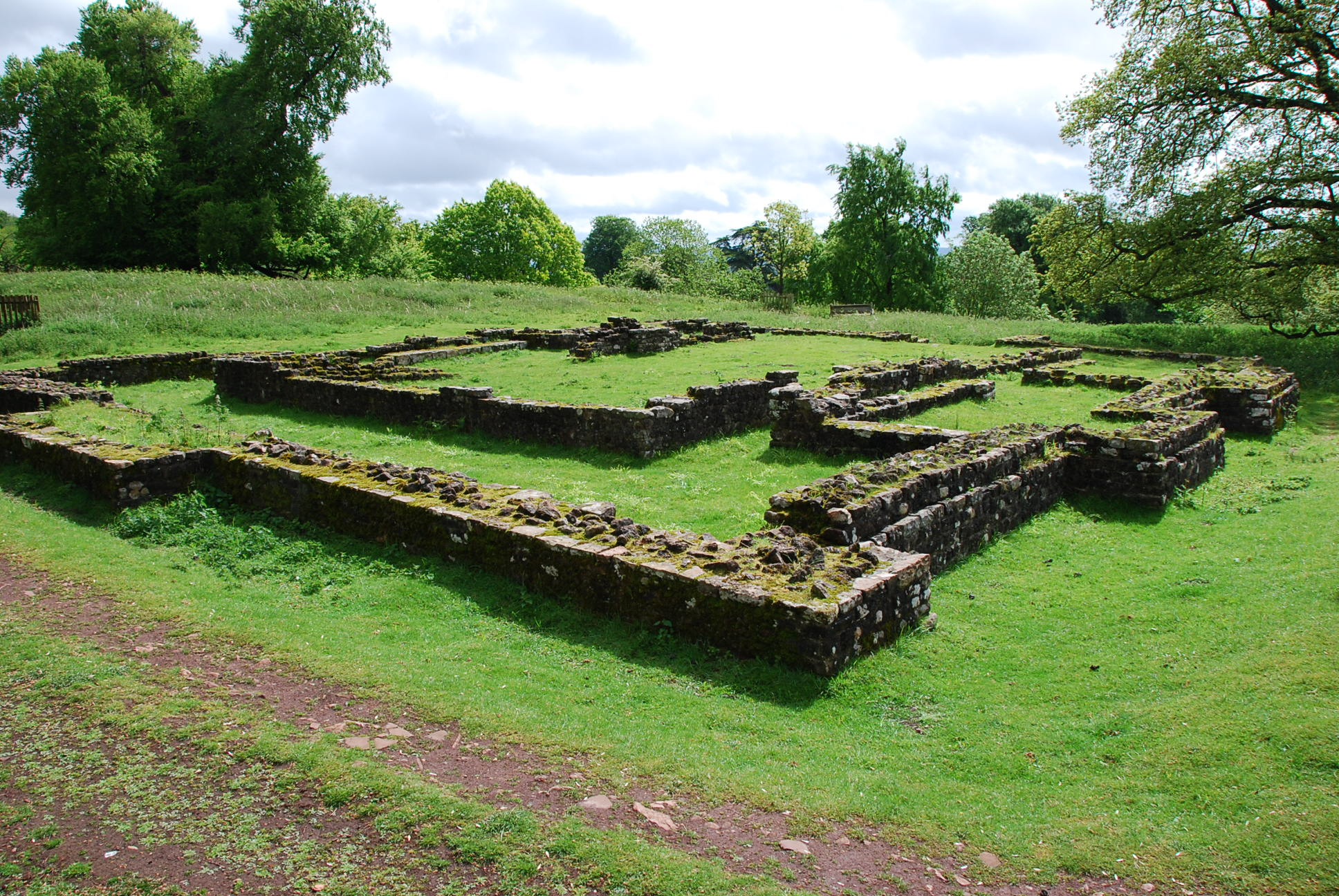
Templo romano de Lydney Park.

En la zona hay un castro de la Edad del Hierro sobre un promontorio, conocido como Lydney Camp, que ocupa casi dos hectáreas. Los romanos usaron el lugar hasta el siglo IV para la extracción de mineral de hierro. Aún existen túneles y pequeñas minas a cielo abierto, conocidas en la zona como scowles, en la colina.
A finales del siglo IV, los romanos edificaron un templo a Nodens, una deidad celta de la que son reflejo las figuras posteriores de Nuada y Nudd o Lludd en las mitologías irlandesa y galesa respectivamente. El nombre «Lludd» pervive en el topónimo «Lydney». Se han encontrado en el emplazamiento varias pequeñas esculturas de perros, lo que indicaría que se trataba de un templo de curación. La estructura era un cruce entre una basílica y el templo de estilo típico romano-celta. El cerramiento del santuario o cella estaba formado por arcos sobre una columnata hasta que un fallo en la roca que lo cimentaba causó el colapso casi total del templo. La cella fue reconstruida con paredes opacas. En el suelo había un mosaico de peces con una inscripción que hace referencia a «Victorino el Intérprete», probablemente un intérprete de sueños. El templo estaba flanqueado por un gran albergue de peregrinos con patio y unos refinados baños o termas.

### Asociaciones con J. R. R. Tolkien
Los restos romanos fueron excavados en los años 1920 por Sir Mortimer Wheeler, que pidió a J. R. R. Tolkien, más tarde autor de El Señor de los Anillos y ya entonces un filólogo de reconocido prestigio, que escribiera un ensayo, The Name ‘Nodens’, que fue incluido como apéndice al informe de excavación.
El folklore local suele decir que, tras la partida de los romanos, las ruinas se convirtieron en el hogar de enanos, trasgos u otra gente pequeña.